# Даньківці
Данькі́вці, Данківці — село в Україні, у Сахновецькій сільській громаді Шепетівського району Хмельницької області.

## Географія
Село розташоване на сході громади, на лівому березі річки Хомора, за 24 км (по автошляхах Т 1804 та Н02) на південь — південний схід від міста Ізяслав, та за 94 км (по автошляхах Н03, Н25 та Н02) на північ від обласного центру.
Сусідні населені пункти:

## Історія
У 1906 році село Новосільської волості Ізяславського повіту Волинської губернії. Відстань від повітового міста 18 верст, від волості 6. Дворів 63, мешканців 426.
4 листопада 2016 року в Даньківцях освячено храм УПЦ КП на честь Семи Ефеських отроків.

## Населення
| Роки            | 1906 | 2001 | 2010 | 2011 |
| --------------- | ---- | ---- | ---- | ---- |
| Населення, осіб | 426  | ▼124 | ▼113 | ▼111 |

### Мова
Розподіл населення за рідною мовою за даними перепису 2001 року:
| Мова       | Кількість | Відсоток |
| ---------- | --------- | -------- |
| українська | 124       | 100%     |